# (7811) Zhaojiuzhang
(7811) Zhaojiuzhang ist ein Asteroid des mittleren Hauptgürtels. Er wurde am 23. Februar 1982 von Astronomen der Sternwarte am purpurnen Berg (IAU-Code 330) im Außenbereich der Stadt Nanjing in der Volksrepublik China entdeckt.
Der Asteroid wurde am 1. Juni 2007 nach dem chinesischen Geophysiker und Meteorologe Zhao Jiuzhang (chinesisch 趙九章 / 赵九章, Pinyin Zhào Jiǔzhāng) (1907–1968) benannt, der zusammen mit Qian Xuesen Anfang 1958 vorschlug, dass China ebenfalls ein Satellitenprogramm auflegen sollte.
Der Himmelskörper gehört zur Eunomia-Familie, einer nach (15) Eunomia benannten Gruppe, zu der vermutlich fünf Prozent der Asteroiden des Hauptgürtels gehören.